# Wienerwald (snabbmatskedja)

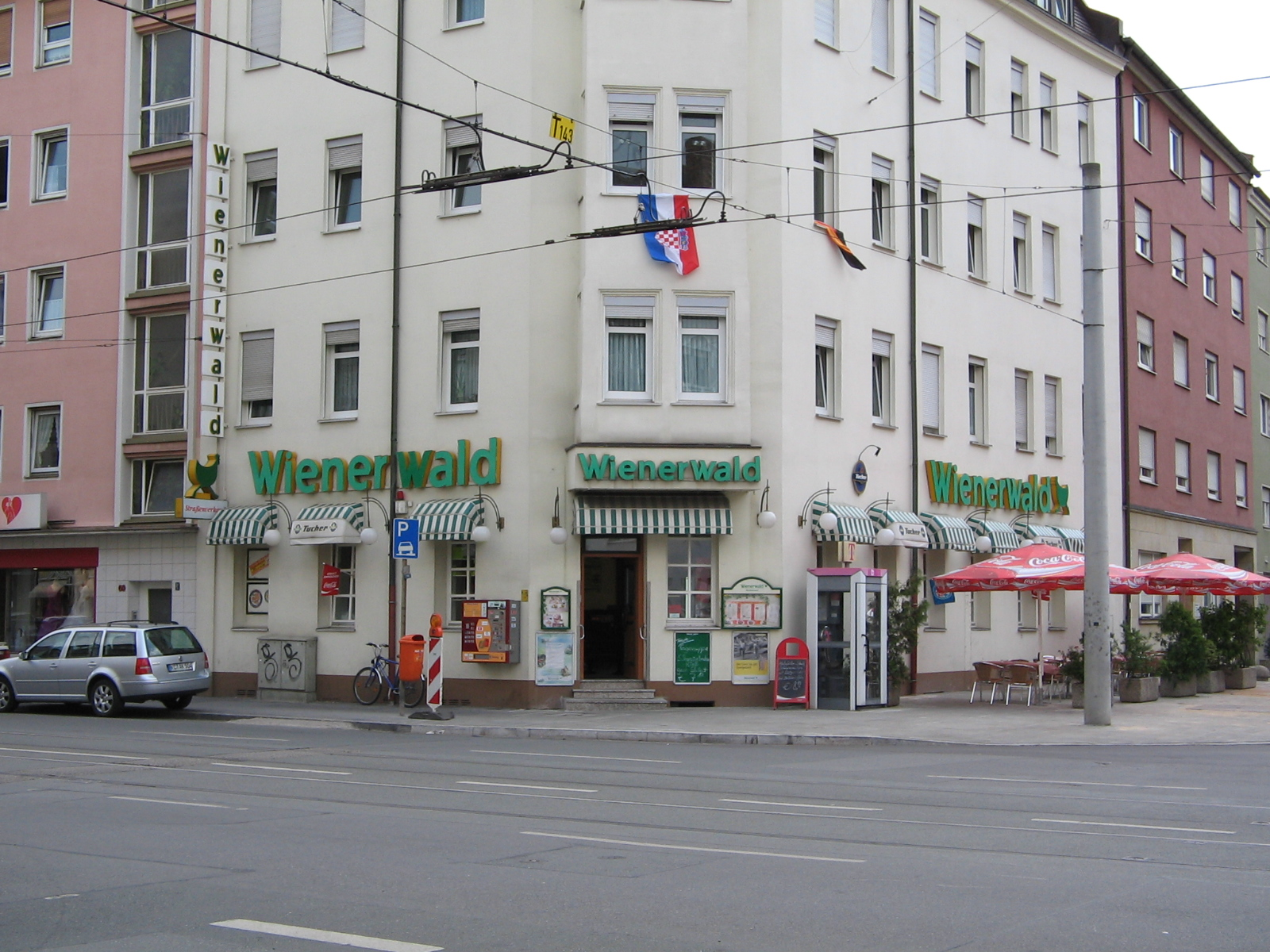
Wienerwaldrestaurang i Nürnberg.

Wienerwald är en snabbmatskedja som främst är inriktad på kycklingprodukter. 
Wienerwald grundades 1955 av gastronomen Friedrich Jahn som öppnades den första restaurangen i München.  "Heute bleibt die Küche kalt, wir gehen in den Wienerwald" blev en framgångsrik slogan för företaget som växte till en av Europas största snabbmatskedjor med omkring 700 restauranger i Tyskland och Österrike 1978 och 1600 över hela världen med 30 000 medarbetare. Man öppnade filialer i USA, bland annat i Waldorf Astoria i New York. 
Den snabba expansionen ledde till skulder vilket gjorde att man gick i konkurs 1983 och Jahn blev tvungen att sälja Wienerwald. Under 1990-talet delades företaget upp i en tysk och en österrikisk del. År 2003 gick den tyska delen i konkurs men har omstrukturerats framgångsrikt.